# Fondation Victor Lyon
La Fondation Victor Lyon est l'une des résidences universitaires de la Cité internationale universitaire de Paris. Conçue par Lucien Bechmann, architecte conseil de la Cité de 1923 à 1953, elle fut inaugurée en 1950. Son style architectural moderne tranche avec le style pittoresque des résidences précédentes de la Cité construites dans les années 1920 et 1930, qui évoquent notamment l'architecture des universités anglaises. En 2018, la fondation a fait l'objet d'une importante rénovation de ses surfaces intérieures tout en conservant sa structure en béton et ses façades en pierre et brique d'origine. 

## Histoire
La Fondation porte le nom de Victor Lyon (1878-1963), homme d'affaires, banquier international et collectionneur d'art, qui l’a intégralement financée. La résidence est inaugurée le 29 juin 1950 en présence du président de la République Vincent Auriol, du ministre de l'Éducation nationale Yvon Delbos et de Raoul Dautry,.
La réalisation du bâtiment a été confiée à l'architecte Lucien Bechmann, à l'origine de la Fondation Deutsch de la Meurthe, inaugurée en 1925, ainsi que des pavillons d'entrée de la Cité en 1932. La Fondation, qui comprend à l'origine 109 logements, est originellement conçue comme « un centre international de courts séjours ». Sa salle des fêtes est décorée d'un tableau du peintre français et alumnus de la Cité Jean Dries, « Mme Victor Lyon dans le parc d’une de ses propriétés », peint en 1950.
À la fin des années 1950, la Fondation Victor Lyon accueille notamment dans ses murs le futur psychologue américain Stanley Milgram, alors étudiant.
En 2017, la Fondation est requalifiée dans le cadre du plan de développement « Cité 2025 ». Celle-ci fait l'objet d'une réhabilitation d’envergure, confiée par la Régie immobilière de la Ville de Paris aux architectes Paul Ravaux et Suzel Brout,. La résidence rénovée, qui comprend désormais 39 logements destinés aux chercheurs internationaux, est inaugurée le 31 janvier 2018.

## Caractéristiques architecturales
La Fondation Victor Lyon a été conçue par Lucien Bechmann, architecte conseil de la Cité internationale universitaire de 1932 à 1953, et auteur 25 ans plus tôt de la maison voisine, la Fondation Deutsch de la Meurthe. À la différence de ce dernier bâtiment construit dans un style « oxfordien » ayant fait l'objet de critiques, la Fondation Victor Lyon se caractérise par un style moderne classique,. 
La Fondation se présente comme un bâtiment de quatre étages en briques rouges au style dépouillé, qui tranche sur le style pittoresque des années 1920 et 1930 adopté par les autres résidences de la Cité. La bâtiment dispose d'un toit en terrasse caractéristique de l’architecture moderne. 
En 2017 et 2018, la Fondation a connu une restructuration totale menée par les architectes Paul Ravaux et Suzel Brout de ses surfaces intérieures, ne conservant que la structure béton et les façades en pierre et en briques. La résidence est ainsi passée de 109 à 39 logements et s'est dotée d'un nouvel auditorium. 

## Résidents célèbres
- Stanley Milgram à la fin des années 1950.